# Maraca (Panama)
Maraca è un comune (corregimiento) della Repubblica di Panama situato nel distretto di Müna, comarca di Ngäbe-Buglé. Si estende su una superficie di 36,9 km² e conta una popolazione di 3.224 abitanti (censimento 2010).